# 433
| [ Edytuj tabelę ] |                           |
| Cesarz Bizancjum  | - 408 Teodozjusz II 450   |
| Król Franków      | - 426 Klodian 447         |
| Władca Guptów     | - 414 Kumaragupta 455     |
| Władca Korei      | - 413 Changsu 491         |
| Król Munsteru     | - 431 Nad Froích 453      |
| Papież            | - 432 Sykstus III 440     |
| Król Persji       | - 420 Bahram V 439        |
| Cesarz Rzymu      | - 425 Walentynian III 455 |
| Król Wandalów     | - 428 Genzeryk 477        |
| Król Wizygotów    | - 419 Teodoryk I 451      |

Rok 433 / CDXXXIII
stulecia: IV wiek ~
V wiek ~
VI wiek

lata: 423 «
428 «
429 «
430 «
431 «
432 «
433
» 434
» 435
» 436
» 437
» 438
» 443

## Wydarzenia
- Europa
  - Aecjusz, dowódca armii, sprawuje rządy w imieniu cesarza Zachodu Walentyniana III.

## Urodzili się
- Odoaker, władca germański (data sporna lub przybliżona)

## Zmarli
- Filostorgiusz, historyk Kościoła starożytnego, wyznawca arianizmu.